# Sochi Autodrom
A Sochi Autodrom (oroszul: Сочи Автодром), korábban Sochi International Street Circuit, és Sochi Olympic Park Circuit, egy utcai jellegű Formula–1-es versenypálya Oroszországban, Szocsiban. 
A pálya a 2014-es téli olimpiának helyszínt adó létesítmények környezetében helyezkedik el. A pálya karakterisztikája és elhelyezkedése leginkább a Montréal-i Formula–1-es pályára hasonlít. A pálya 2014-től 2021-ig adott otthont az orosz nagydíjnak. Szerepelt ugyan a 2022-es Forma-1-es versenynaptárban is, mint a szezon 17. versenyhétvégéje, azonban az orosz-ukrán háború miatt felbontották a szerződést az F1 illetékesei.

## Fordítás
- Ez a szócikk részben vagy egészben  a   Sochi International Street Circuit című angol Wikipédia-szócikk fordításán alapul.  Az eredeti cikk szerkesztőit annak laptörténete sorolja fel. Ez a jelzés csupán a megfogalmazás eredetét és a szerzői jogokat jelzi, nem szolgál a cikkben szereplő információk forrásmegjelöléseként.